# Merhameh
Merhameh (1909) je dobrodružná povídka německého spisovatele Karla Maye. Jedná se o poslední dokončený Mayův příběh. Povídka vyšla v mariánském kalendáři Eichsfelder Marien-Kalender a roku 1927 se v upravené podobě objevila ve 48. svazku Sebraných spisů Karla Maye Kouzelná voda (Das Zauberwasser) od nakladatelství Karl-May-Verlag. Roku 2000 byl text ze 48. svazku vyňat a byl s dalšími pozdními Mayovými pracemi vydán téměř v původní podobě v 81. svazku spisů s názvem Abdán efendi (Abdahn Effendi).

## Obsah povídky
Povídka se odehrává ve fiktivní orientální zemi Ardistan a navazuje tak na autorův román Ardistan a Džinistan. Kara ben Nemsí a jeho průvodce Halef doprovázejí Merhameh, krásnou dceru halímského knížete Abd el Fadla do vádí Ahza, kde ji očekávají její příbuzní. Cestou se dostanou mezi znepřátelené kmeny Mynazahů a Manazahů, mezi kterými vypukla krevní msta. Tento spor Merhamé svým působením a s boží pomocí urovná. Povídka tak obsahuje Mayovu výzvu k míru mezi lidmi. Končí poselstvím: „Jen Alah sám je spravedlivý. Vezme-li člověk pomstu do své ruky, zasáhne jen vlastního bratra. Buď mír! Buď mír!"

## Česká vydání
- Merhameh, v knize Po dobrodružných stezkách, Vojtěch Šeba, Praha 1920, přeložil D. Jam (pseudonym Jaroslava Moravce).
- Merhameh, v knize Na hoře Alláhově, Toužimský a Moravec, Praha 1938, přeložil Stanislav V. Jizera.
- Merhamé, v knize Abdán efendi, GABI a Oddych, Český Těšín, přeložil Karel Čvančara.